# Faruk Muhammad Salih
Faruk Muhammad Salih (arab. هيكل طه جمعة) – egipski zapaśnik walczący w stylu klasycznym. Wicemistrz Afryki w 1969 roku.